# Мелынки
Мелынки — деревня в Урицком районе Орловской области России.
Входит в состав Котовского сельского поселения.

## География
Расположена севернее села Сергиевское, граничит на юге с деревней Титово. Просёлочная дорога из деревни выходит на автодорогу, выходящую на автотрассу Р120.
В деревне имеется одна улица — Мелынки.

## Население
| 2010 |
| ---- |
| 1    |